# Castelul Brukenthal din Micăsasa

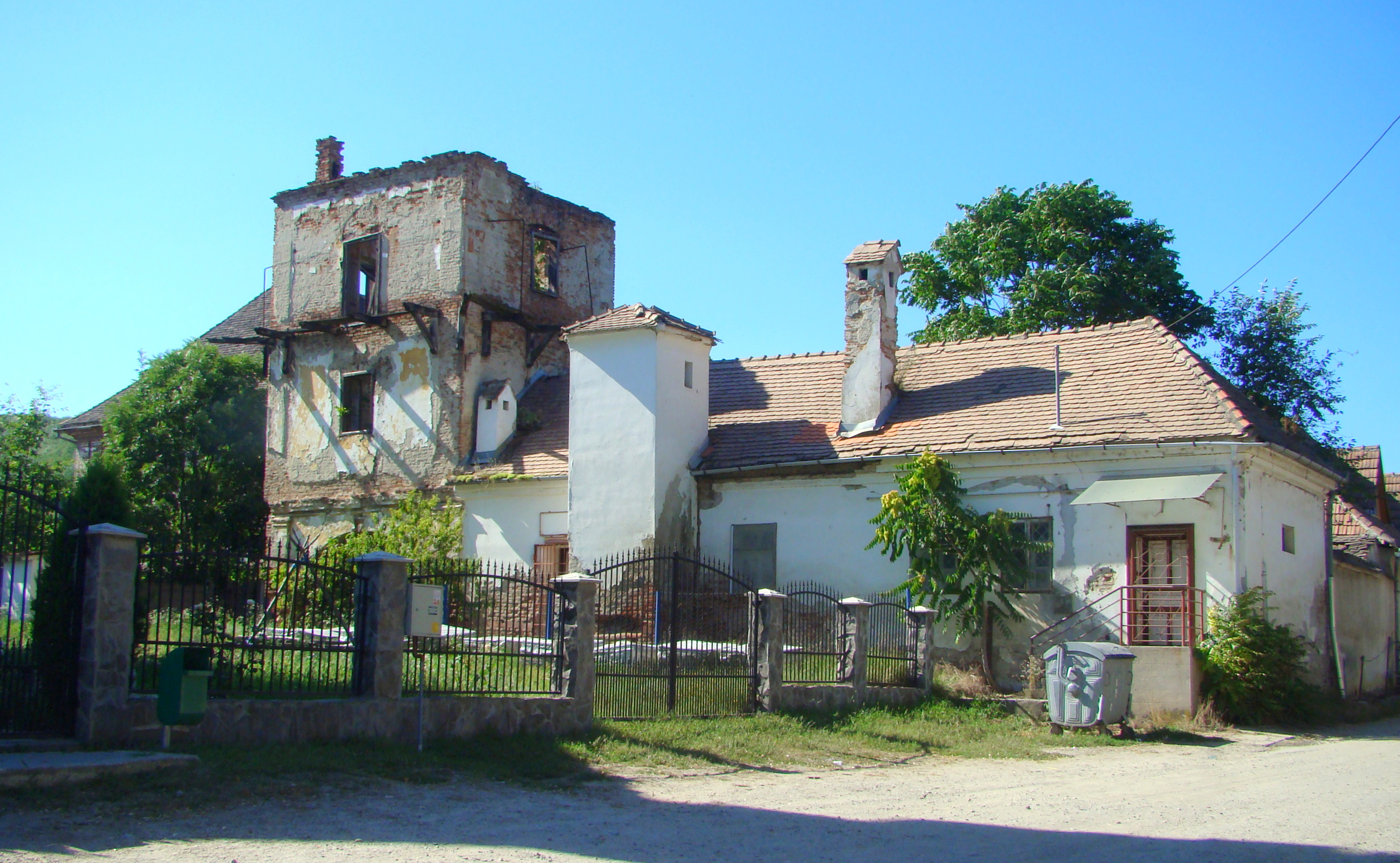
Turn de poartă și clădire în continuarea turnului porții

Castelul Brukenthal din Micăsasa este un monument istoric aflat pe teritoriul satului Micăsasa, comuna Micăsasa.

## Istoric
Construit în secolul al XVI-lea, castelul a fost initial locuința lui Adam Rodac, un om înstărit. În secolul al XVIII-lea acesta a devenit proprietatea guvernatorului Transilvaniei, baronul Samuel von Brukenthal, printr-o donație făcută de Maria Tereza. Naționalizată în timpul comunismului, clădirea a servit drept sediu CEC, iar ulterior, până în anul 2001 Castelul Brukenthal a găzduit școala.
Castelul Brukenthal din Micăsasa se află în paragină de aproximativ două decenii. Castelul este, din octombrie 2013, în proprietatea Primăriei Micăsasa. Potrivit autorităților locale, o renovare completă a monumentului ar costa circa două milioane de euro.
Primăria comunei Micăsasa a început niște demersuri firave pentru salvarea castelului semnând în februarie 2021 un contract de parteneriat cu Ambulanța pentru Monumente, pentru a renova acoperișul clădirii.

## Imagini din exterior

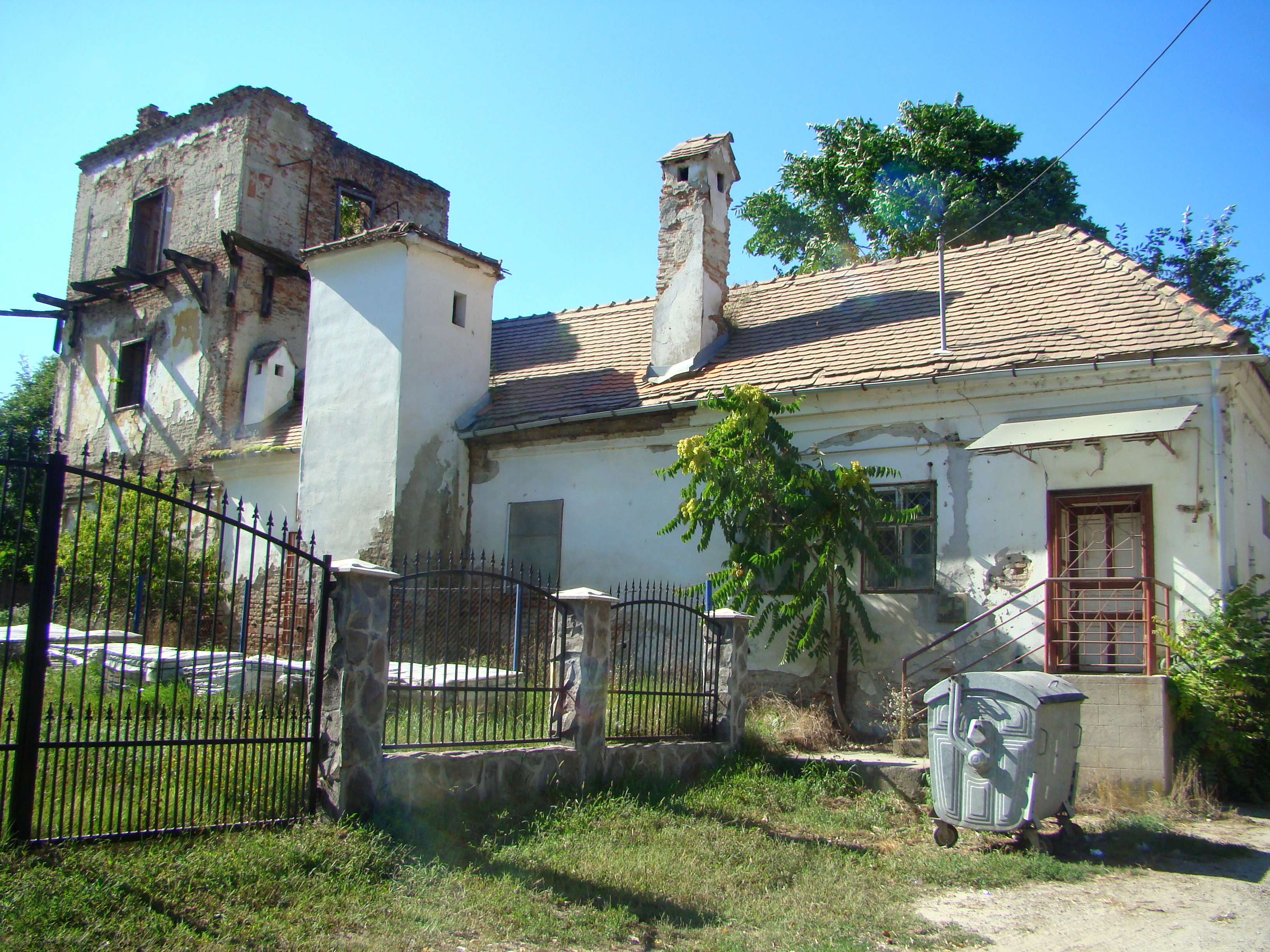
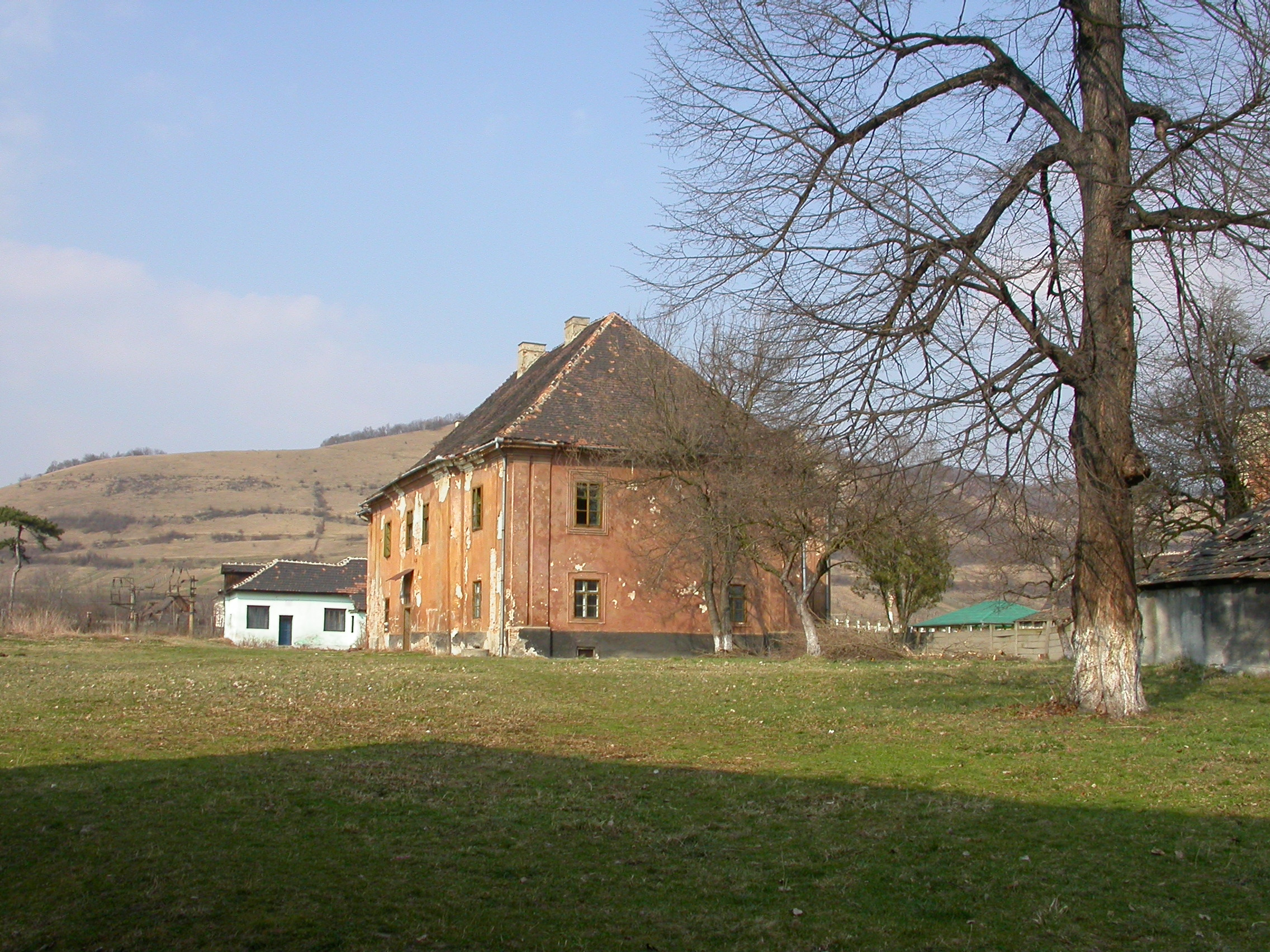
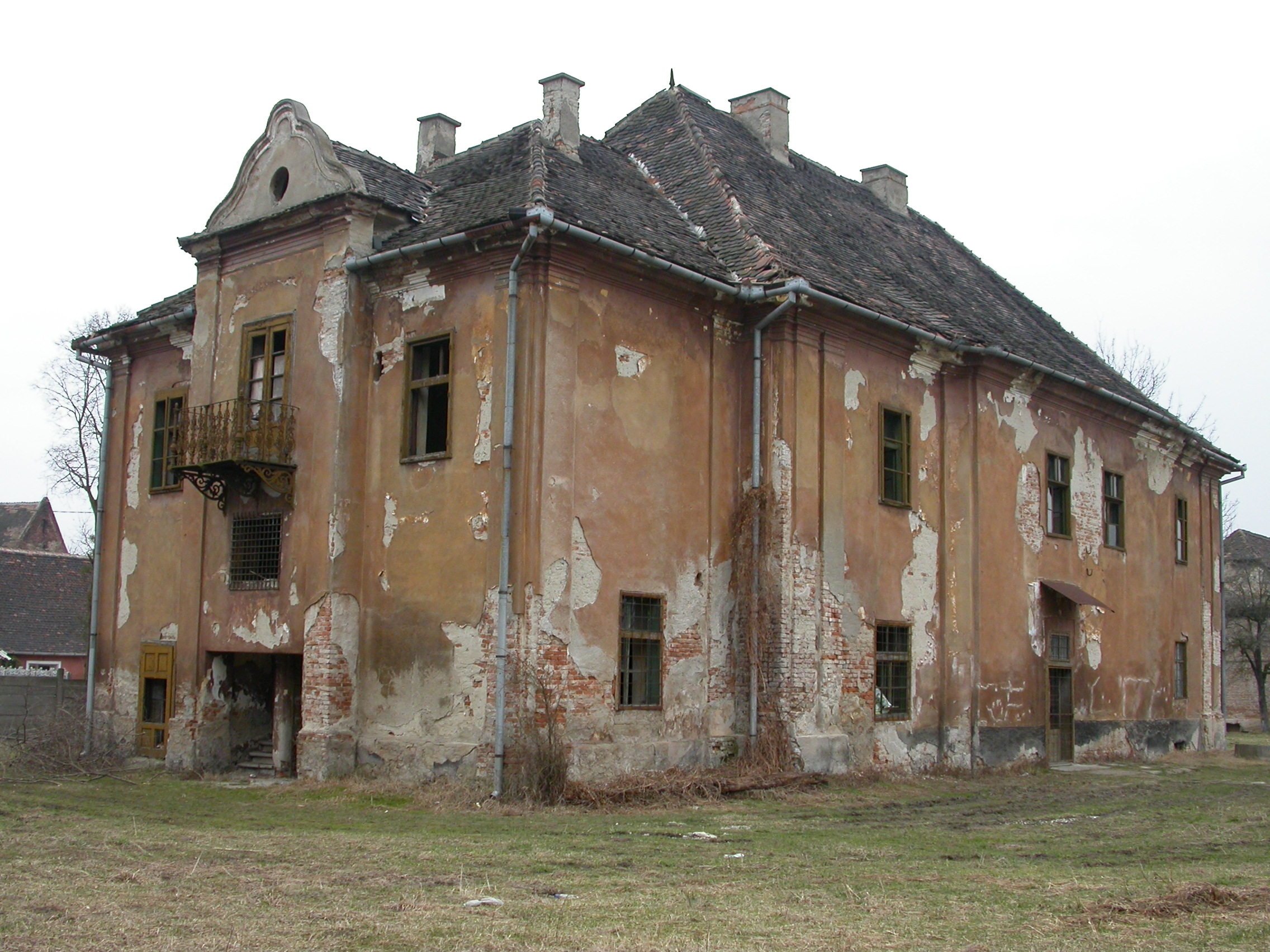
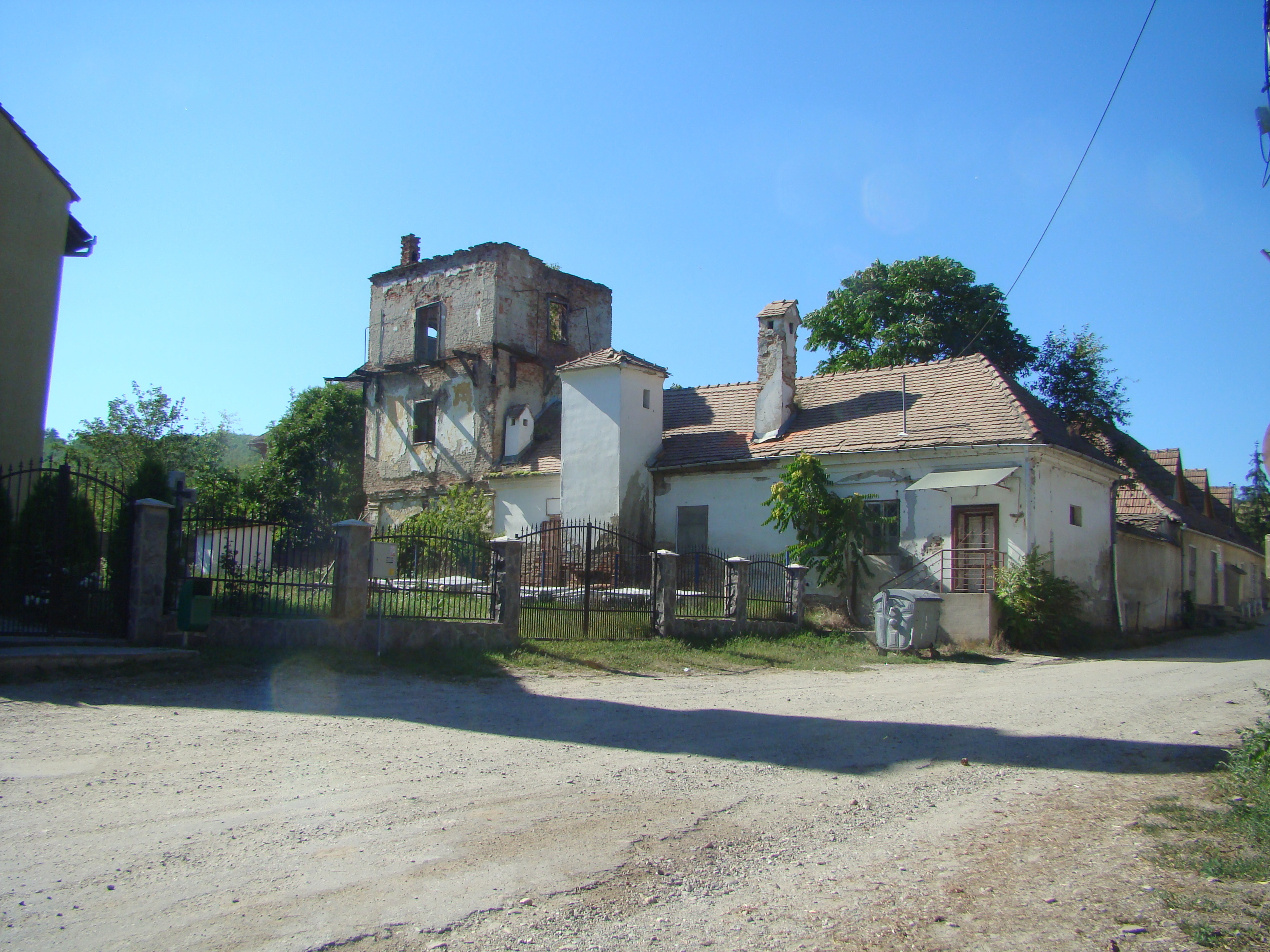